# Richard von Beck
Richard Reinhold Emil Eduard Beck, seit 1884 von Beck (* 27. September 1851 in Rastatt; † 27. August 1909 in Kirchheim unter Teck) war ein preußischer Generalleutnant.

## Leben

### Herkunft
Richard entstammte einer aus dem Allgäu kommenden Familie, die mit dem Landwirt Peter Beck (1657–1752) in Rottach bei Immenstadt die direkte Stammreihe beginnt. Er war der Sohn des Chirurgen und Generalarztes Bernhard von Beck (1821–1894), der 1884 in den erblichen badischen Adelsstand mit anschließender preußischer Genehmigung erhoben worden war, und dessen erster Ehefrau Elise, geborene Gaeß (1824–1858). Sein Bruder war der spätere Generalleutnant Ferdinand von Beck (1850–1933) und sein Halbbruder aus dritter Ehe des Vaters der Chirurg Bernhard von Beck (1863–1930).

### Militärkarriere
Beck trat am 1. April 1870 als Einjährig-Freiwilliger in das Füsilier-Regiment Nr. 86 der Preußischen Armee ein. Als solcher nahm er 1870/71 während des Krieges gegen Frankreich an den Kämpfen bei Beaumont, Sedan und der Belagerung von Paris teil. Kurzzeitig trat Beck mit der Versetzung in das 2. Grenadier-Regiment vom 25. Februar bis 10. November 1871 in Badische Dienste. Mit der Überführung des Regiments in den Verbund der Preußischen Armee war Beck weiterhin dort tätig, wurde mit Patent vom 9. März 1872 zum Sekondeleutnant befördert und fungierte in den kommenden Jahren als Bataillons- und Regimentsadjutant.
Im weiteren Verlauf seiner Militärkarriere war Beck vom 15. Juni 1898 bis zum 17. Oktober 1902 Kommandeur des Jäger-Bataillons Nr. 5 sowie anschließend Kommandeur des 5. Badischen Infanterie-Regiments Nr. 113. Unter Beförderung zum Generalmajor wurde Beck am 10. April 1906 zum Kommandeur der 26. Infanterie-Brigade in Minden ernannt. Am 13. August 1907 kommandierte man Beck nach Württemberg, wo er unter gleichzeitiger Beförderung zum Generalleutnant das Kommando über die 27. Division (2. Königlich Württembergische) in Ulm erhielt. Bei einer Besichtigung seiner Truppen erlitt Beck am 27. August 1909 einen Herzschlag, an dem er verstarb.

### Familie
Beck heiratete am 8. Oktober 1874 in Mannheim Eugenie Gruber (1851–1925).